# Sicyopus multisquamatus
Sicyopus multisquamatus är en fiskart som beskrevs av De Beaufort 1912. Sicyopus multisquamatus ingår i släktet Sicyopus och familjen smörbultsfiskar. Inga underarter finns listade i Catalogue of Life.